# データイムグリーン料金回数券
データイムグリーン料金回数券（データイムグリーンりょうきんかいすうけん）とは、東日本旅客鉄道（JR東日本）がかつて発売していた普通列車及び快速列車のグリーン車専用に発売していた回数券である。

## 概要
名前の通り、使用時間に制限があることが特徴だった。発売当時はまだ湘南新宿ラインが開通しておらず、東海道本線と横須賀線・総武快速線の直通運転区間の2系列で、いずれも東京駅を経由するという共通点があった。その為、使用時間の制限基準は東京駅の発着時刻をもとに決められた。
- 上りは東京駅へ11時以降に到着する列車。
- 下りは東京駅を16時30分までに発車する列車。

上記のように主に通勤時間帯でない日中のグリーン車利用が可能だった。また12月30日から1月3日までと土日祝日は終日使用が可能だった。有効期間は1ヶ月だが、4枚綴りで2000円。つまり1枚500円。これは当時通常の50キロ区間までのグリーン料金740円よりも遙かに安く、通常料金が50キロ毎に料金が上がっていくのに対して、こちらは距離に関係なく500円でグリーン車に乗車することができた。グリーン車が2人席であったことから、2人組や4人組での休日旅行でゆったりとしたグリーン車に乗れることは大きなメリットでもあった。名前では平日の日中時間帯を狙ったものだが、むしろ終日使える土日休日の旅行でよく発売された。
他の制約は定期券や青春18きっぷとの併用が出来ないこと、並行して走る特急「スーパービュー踊り子」・「踊り子」、「（ワイドビュー）東海」には利用不可であることぐらいで、曜日による時間の制約を除けば、比較的自由に使うことのできる回数券だった。
このうち東海道本線と横須賀線が共に停車する東京駅、品川駅、横浜駅、戸塚駅、大船駅では改札を出ずに乗り換えができ、乗車券同様に1枚の切符として使うこともできた。これも利用客の拡大につながった。
その後湘南新宿ライン（新宿以南）が開通し、この5駅に加えて平塚駅、国府津駅、小田原駅、熱海駅も相互乗り換え駅に加わり、新宿駅も発着時刻の基準駅に加えられた。
2004年までに湘南新宿ラインは新宿以北の高崎線、宇都宮線にも乗り入れが開始されており、乗り方によっては200キロを超えるケースも出てきた。間もなくこれらの路線にもグリーン車連結の車両が乗り入れることになり、同年10月の改正前に普通列車のグリーン料金を見直すことになり、2004年10月15日限りでデータイムグリーン料金回数券は廃止された。
現在は、JR東日本の普通列車グリーン料金は平日用・土日祝日用、前売料金・車内料金、50キロ以下・50キロ超に分けられた料金体系に変わっている。